# IC 189
IC 189 ist eine Balken-Spiralgalaxie vom Hubble-Typ SBbc im  Sternbild Widder an der Ekliptik. Sie ist schätzungsweise 556 Millionen Lichtjahre von der Milchstraße entfernt und hat einen Durchmesser von etwa 115.000 Lj.
Im selben Himmelsareal befinden sich u. a. die Galaxien NGC 776, IC 180, IC 181, IC 190.
Das Objekt wurde am 15. Dezember 1892 vom französischen Astronomen Stéphane Javelle entdeckt.